# Sistema sanitari integral d'utilització pública de Catalunya
El sistema sanitari integral d'utilització pública de Catalunya, més conegut com a SISCAT està integrat per 68 centres hospitalaris, 434 equips d'atenció primària, 102 centres d'internament sociosanitaris, 40 centres de salut mental amb internament, 428 ambulàncies de suport vital bàsic i avançat (SVB i SVA) i 4 helicòpters medicalitzats del Sistema d'Emergències Mèdiques, així com més de 900 ambulàncies de transport sanitari no urgent (rehabilitació, diàlisi, etc.).

## Història
El sistema sanitari català es va crear formalment l'any 1990 amb l'aprovació de la Llei d'ordenació sanitària de Catalunya (LOSC), amb la voluntat d'integrar en una sola xarxa d'utilització pública tots els recursos sanitaris amb diversitat de proveïdors i fórmules de gestió. La LOSC va recollir la xarxa hospitalària d'utilització pública (1986), la primera xarxa de cobertura pública que aglutinava centres de diversa titularitat i formalitzava la col·laboració continuada i estable dels hospitals que prestaven serveis sanitaris de cobertura pública. Posteriorment, es van anar constituint altres xarxes, com la sociosanitària i la de salut mental.
L'any 2000 es produeix un canvi qualitatiu pel que fa a la integració de la xarxa. Per tal de definir un marc estable d'entitats proveïdores de serveis assistencials, es va crear el sistema sanitari integral d'utilització pública de Catalunya (SISCAT), que integra les xarxes assistencials en un sol sistema. El SISCAT ha ajudat a optimitzar les infraestructures existents, consolidar aliances estratègiques entre proveïdors i afavorir el contínuum i la integració assistencials. Amb la voluntat d'avançar en la concepció integral i integrada del sistema, es va reformar el SISCAT incloent-hi totes les xarxes pel tipus de serveis que presten (internament, comunitari, transport sanitari i altres serveis sanitaris).
Una part de les entitats del sistema estan participades pel Departament de Salut o el CatSalut per empreses públiques (entitats de dret públic sotmeses a l'ordenament jurídic privat i societats mercantils), consorcis i fundacions.